# Johann Paul Emmerle
Johann Paul Emmerle (1695,? Nowa Ruda – 14. října 1758, Opava) byl prvním opavským purkmistrem. Do funkce byl jmenován roku 1744, když předtím od roku 1737 vykonával funkci radního. Od roku 1740 byl jedním ze čtyř purkmistrů, kteří se v té době v Opavě čtvrtletně střídali.